# Linda Spa
Linda Spa (Wenen, 4 september 1968) is een Oostenrijkse multi-instrumentalist en componiste.
Ze speelt al vanaf haar zesde piano. Haar ouders hadden een kledingzaak en Spa kon in eerste instantie niet kiezen. In 1983 ging ze verder in de kledingbranche, maar ze kon de muziek niet achter zich laten. In 1987 besloot ze geheel voor de muziek te gaan. Ze studeerde dwarsfluit, klarinet, saxofoon en compositie. Daarnaast is ze dirigent en arrangeur. Ze had al enige ervaring opgedaan in theater en filmmuziek toen ze eind jaren 80 toetrad tot de band Tangerine Dream. Haar eerste optreden was voor 11.000 bezoekers tijdens een concert in Berlijn in 1990. Ook scheef ze composities voor deze band.
In 1996 verdween ze van het Tangerine Dream-podium om midden jaren 2000-2009 ineens weer op het podium te staan met de band.